# Pavel Karpenkov
Pavel Karpenkov (né le 4 mars 1992) est un coureur cycliste russe, spécialiste de la piste.

## Palmarès sur piste

### Championnats du monde
- Montichiari 2010
  -  Champion du monde du scratch juniors

### Coupe du monde
- 2012-2013
  - 2e de la poursuite par équipes à Cali

### Championnats d'Europe
- Saint-Pétersbourg 2010
  -  Champion d'Europe de poursuite par équipes juniors (avec Roman Ivlev, Evgeny Shalunov et Evgeny Shalunov)

### Championnats nationaux
- 2011
  - 3e du championnat de Russie de poursuite par équipes
- 2013
  - 2e du championnat de Russie de l'américaine